# Drinarija
Drinarija (lat. Drynaria), rod paprati iz porodice Polypodiaceae, dio je potporodice Crypsinoideae.. Po brojnosti vrsta to je drugi rod potporodice, a raširen je po tropskom i suptropskom Starom svijetu, pa do zapadnog Pacifika
Tipična je Drynaria quercifolia (L.) J.Sm., epifit iz tropske Azije i sjeverne Australije, Rod je opisan u Journal of Botany, being a second series of the Botanical Miscellany 4: 60. 1842[1841].

## Vrste
1. Drynaria baronii Diels
2. Drynaria bonii Christ
3. Drynaria brooksii (Copel.) Christenh.
4. Drynaria cornucopia (Copel.) Alderw.
5. Drynaria coronans (Wall. ex Mett.) J.Sm.
6. Drynaria delavayi Christ
7. Drynaria descensa Copel.
8. Drynaria drynarioides (Hook.) Christenh.
9. Drynaria heraclea (Kunze) T.Moore
10. Drynaria hieronymi (Brause) Christenh.
11. Drynaria involuta Alderw.
12. Drynaria latipinna (C.Chr.) Christenh.
13. Drynaria laurentii (Christ) Hieron.
14. Drynaria meeboldii Rosenst.
15. Drynaria meyeniana (Schott) Christenh.
16. Drynaria mollis Bedd.
17. Drynaria nectarifera (Becc. ex Baker) Diels
18. Drynaria novoguineensis (Brause) Christenh.
19. Drynaria parishii (Bedd.) Bedd.
20. Drynaria parkinsonii (Baker) Diels
21. Drynaria pilosa (J.Sm.) Christenh.
22. Drynaria pleuridioides C.Presl
23. Drynaria propinqua (Wall. ex Mett.) J.Sm. ex Bedd.
24. Drynaria quercifolia (L.) J.Sm.
25. Drynaria rigidula (Sw.) Bedd.
26. Drynaria roosii Nakaike
27. Drynaria sagitta (Sw.) Christenh.
28. Drynaria sparsisora (Desv.) T.Moore
29. Drynaria speciosa (Blume) Christenh.
30. Drynaria splendens (J.Sm.) Bedd.
31. Drynaria tricuspis (Hook.) Christenh.
32. Drynaria volkensii Hieron.
33. Drynaria willdenowii (Bory) T.Moore
34. Drynaria ×dumicola Bostock
35. Drynaria ×leporella K.I.Goebel
36. Drynaria ×robertsii (Hoshiz.) comb.ined.

## Sinonimi
- Polypodium subg. Drynaria Bory, bazionim
- Aglaomorpha Schott; Gen. Fil. (Vindob.): t. 19 (1836), nom. rej.
- Christopteris Copel.; Fragm. Fl. Philipp.: 188 (1905)
- Drynariopsis (Copel.) Ching; Sunyatsenia 5: 262 (1940)
- Hemistachyum (Copel.) Ching; Sunyatsenia 5: 262 (1940)
- Holostachyum (Copel.) Ching; Sunyatsenia 5: 262 (1940)
- Merinthosorus Copel.; Philipp. J. Sci., Bot. 6: 92 (1911)
- Photinopteris J.Sm.; J. Bot. (Hooker) 3: 403 (1841)
- Pseudodrynaria C.Chr.; Index Filic., Suppl. Tert.: 165 (1934), et ex Ching, Sunyatsenia 6: 10 (1941)
- Psygmium C.Presl; Tent. Pterid. 199 (1836)
- Saccopteris Alderw.; Malayan Ferns Fern Allies, Suppl. 415 (1917)
- Thayeria Copel.; Philipp. J. Sci. 1, Suppl. II: 165 (1906)
- xAglaonaria Hoshiz.; Amer. Fern J. 81: 38 (1991)